# موریس کاکس
موریس کاکس (انگلیسی: Maurice Cox؛ زادهٔ ۱ اکتبر ۱۹۵۹) بازیکن فوتبال اهل بریتانیا است.
از باشگاه‌هایی که در آن بازی کرده‌است می‌توان به باشگاه فوتبال هادرزفیلد تاون و باشگاه فوتبال تورکی یونایتد اشاره کرد.